# Charles Meehan
Pour les articles homonymes, voir Meehan.
Charles Meehan (alias Milan) connu aussi sous le nom de Charles Mahoney, Né dans le royaume d'Irlande en 1639 et mort exécuté à Ruthin au pays de Galles le 12 août 1672 est un prêtre franciscain catholique irlandais arrêté et exécuté sous le règne de Guillaume III. 

## Biographie
Charles Meehan est un catholique irlandais qui appartenait à la Province irlandaise de l'Ordre des Frères Mineurs. On ne sait pas grand chose sur ses origines ni sur son parcours comme franciscain avant son exil en Flandres à partir de 1673, exil obligé à la suite de l'édit de bannissement des clercs catholiques d'Irlande. Il semble avoir exercé la fonction de confesseur. À la suite de son bannissement on le retrouve en 1676 au collège Saint-Isidore de Rome, lieu de formation à Rome des Irlandais en exil. En tentant de retourner en Irlande depuis le continent, son navire fait naufrage et il se retrouve malgré lui coincé au pays de Galles. Il est arrêté en 1678 et emprisonné à Denbigh. Jugé l'année suivante à Ruthin, dans le nord du pays de Galles, il est finalement condamné à mort. Il subit le supplice réservé aux traîtres à savoir pendaison, éviscération et écartèlement.

## Vénération
Déclaré bienheureux par Jean-Paul II en 1987, il est l'un des quatre-vingt-cinq martyrs d'Angleterre et de Galles béatifiés par ce dernier et vénéré par l'Église catholique le 12 août.